# Phyllopodopsyllus medius
Phyllopodopsyllus medius är en kräftdjursart som beskrevs av Por 1964. Phyllopodopsyllus medius ingår i släktet Phyllopodopsyllus och familjen Tetragonicipitidae. Inga underarter finns listade i Catalogue of Life.